# Charaxes phaeacus
Charaxes phaeacus är en fjärilsart som beskrevs av Otto Staudinger 1896. Charaxes phaeacus ingår i släktet Charaxes och familjen praktfjärilar. Inga underarter finns listade i Catalogue of Life.